# Тетрахлорометан
Тетрахлорометан — CCl4, прозора легкокипляча практично негорюча рідина із солодкуватим запахом, що нагадує хлороформ.
У навколишньому середовищі тетрахлорометан в основному перебуває у вигляді газу, запах якого більшість людей починає відчувати вже при концентрації в повітрі на рівні 10 мг/л.
Чотирихлористий вуглець — продукт штучного походження й у природі природним шляхом не утворюється.
У недалекому минулому тетрахлорометан вироблявся у світі в великих кількостях в основному для наступного використання при виготовленні холодоагентів у холодильних установках та як пропелент в аерозольних балончиках.

## Фізичні властивості
Чотирихло́ристий вугле́ць — безбарвна летка рідина густиною 1,59 г/см3.
Погано розчиняється у воді (0,5 г/л). Коефіцієнт розчинення пари у воді становить 1,04 за температури +20 °C і 0,73 за температури +30 °C. У разі контакту з полум'ям або розжареними предметами розкладається з утворенням фосгену.

## Отримання
У промисловості тетрахлорометан виробляють хлоруванням, наприклад, метану чи  хлорметану, нагріваючи суміш хлору і другої речовини до температури 400—500 °С. За цієї температурі відбувається серія хімічних реакцій, поступово перетворюючи метан або метилхлорид у сполуки з великим вмістом хлору.
CH4 + Cl2 → CH3Cl + HCl: CH3Cl + Cl2 → CH2Cl2 + HCl
CH2Cl2 + Cl2 → CHCl3 + HCl
CHCl3 + Cl2 → CCl4 + HCl
Результатом процесу є суміш, що складається з метилхлориду, дихлорметану, хлороформу і тетрахлорометану. Поділ речовин здійснюється  дистиляцією.